# Даррен Аронофскі
Да́ррен Ароно́фскі (англ. Darren Aronofsky; нар. 12 лютого 1969, Нью-Йорк, США) — американський кінорежисер, сценарист і продюсер.

## Біографія
Даррен Аронофскі народився в Брукліні у консервативній єврейській родині шкільних вчителів Абрагама і Шарлотти Аронофскі.
Батько Даррена — Абрагам Аронофскі — закінчив школу в Одесі. Дитинство Даррен Аронофскі провів у Нью-Йорку неподалік Брайтон-Біч.
Аронофскі закінчив одну з найкращих шкіл США — середню школу Едварда Мероу (Нью-Йорк). Після закінчення школи він впродовж 6 місяців подорожував Близьким Сходом (де проживав у кібуці в Ізраїлі), Європою і Гватемалою. 1987 року вступив до Гарвардського університету, де вивчав антропологію, кіно та анімацію. 1990 року, як курсову роботу, зняв свій перший фільм Прибирання супермаркету. Цей короткометражний фільм було номіновано на студентську премію Американської академії кіномистецтв 1991 року. У Гарварді Аронофскі зняв ще один студентський короткометражний фільм Печиво з пророцтвом (1991 р.). Цього ж року він закінчив Гарвардський університет, де здобув ступінь бакалавра мистецтв з відзнакою.
Через рік Д. Аронофскі переїхав до Лос-Анджелеса, де навчався режисурі в Консерваторії Американського інституту кіномистецтва. Його випускною роботою був короткометражний фільм Протозоа. 1993 року Д. Аронофскі отримав ступінь магістра образотворчого мистецтва (М.F.A.)
Над своєю першою повнометражною стрічкою «Пі» Аронофскі почав працювати 1995 року, після повернення в Нью-Йорк. Сюрреалістичний трилер Аронофскі було представлено на кінофестивалі незалежного кіно «Санденс» 1998 року. Фільм отримав декілька фестивальних нагород та окупився в прокаті, що дозволило режисеру розрахуватися з боргами та зайнятися зйомками нових фільмів.
2000 року виходить другий його повнометражний фільм — «Реквієм за мрією», екранізація однойменного роману Х'юберта Селбі-молодшого 1978 року. Елен Берстін, котра зіграла у фільмі одну з головних ролей, була номінована на «Оскар», але поступилася Джулії Робертс. Фільм отримав велику кількість премій та нагород.
Наступну стрічку Даррена Аронофскі — філософсько-фантастичну притчу «Фонтан» критики зустріли досить тепло, але кінокартина не зуміла окупитися в прокаті.
Фільм 2008 року «Реслер» виявився найуспішнішим для Аронофскі. Історія підстаркуватого борця-реслера Ренді Робінсона отримала головний приз 65-го Венеційського кінофестивалю — Золотого лева.
2010 року Аронофскі знімає фільм «Чорний лебідь», який стає найкасовішим у його кар'єрі. Він приносить режисеру дві нагороди Незалежний дух, номінації на Оскара, Золотий глобус, Золотого лева та багато інших кінонагород. Виконавиця головної ролі у цій стрічці Наталі Портман також отримує визнання своєї роботи у вигляді численних кінопремій.
Даррен Аронофскі з 2001 року перебував у фактичному шлюбі з актрисою Рейчел Вайс. 31 травня 2006 року у пари народився син Генрі. 9 листопада 2010 року пара заявила про розрив відносин.

## Фільмографія

### Студентські короткометражні роботи
- 1991 — Прибирання супермаркета / Supermarket Sweep
- 1991 — Печиво з пророцтвом / Fortune Cookie
- 1993 — Протозоа (фільм) / Protozoa
- 1994 — Не час / No Time

### Фільми
| Рік  | Назва (укр.)            | Назва (англ.)       | Режисер | Сценарист | Продюсер |
| ---- | ----------------------- | ------------------- | ------- | --------- | -------- |
| 1998 | «Пі»                    | π                   | Так     | Так       | Ні       |
| 2000 | «Реквієм за мрією»      | Requiem for a Dream | Так     | Так       | Ні       |
| 2002 | «Глибина»               | Below               | Ні      | Так       | Так      |
| 2006 | «Фонтан»                | The Fountain        | Так     | Так       | Ні       |
| 2008 | «Реслер»                | The Wrestler        | Так     | Ні        | Так      |
| 2010 | «Чорний лебідь»         | Black Swan          | Так     | Ні        | Ні       |
| 2014 | «Ной»                   | Noah                | Так     | Так       | Так      |
| 2017 | «Мати!»                 | Mother!             | Так     | Так       | Ні       |
| 2022 | «Кит»                   | The Whale           | Так     | Ні        | Так      |
| 2025 | «Спійманий на крадіжці» | Caught Stealing     | Так     | Ні        | Так      |

### Продюсер
- 2010 — Боєць / The Fighter (виконавчий)
- 2016 — Джекі / Jackie
- 2017 — Наслідки / The Aftermath
- 2018 — Білий хлопець Рік / White Boy Rick
- 2021 — Спіймай прекрасну / Catch the Fair One
- 2022 — Хороший медбрат / The Good Nurse